# Iron Monkey
Gli Iron Monkey sono un gruppo musicale inglese di genere sludge metal, formatosi a Nottingham nel 1994. La band, a causa di vari problemi di natura sia personale che discografica, aveva cessato la sua attività nel 1999. Il vocalist Johnny Morrow si è improvvisamente spento il 22 giugno 2002 per infarto, a soli 28 anni. Il 25 gennaio 2017, con un comunicato ufficiale della casa discografica Relapse Records, viene annunciata la reunion della band dopo quasi due decenni. L'attuale formazione è composta da S. Watson, J. Rushby e S. Briggs.

## Formazione
- S. Watson - basso
- J.Rushby - chitarra, voce
- S.Briggs - batteria

## Ex componenti
- Doug Dalziel - basso[1] (ex-Ironside)
- Justin Greaves - batteria (Crippled Black Phoenix, Teeth of Lions Rule the Divine, ex-Borknagar, ex-Electric Wizard, ex-Khang)
- Dean Berry - chitarra (ex-Capricorns)
- Stuart O'Hara - chitarra (ex-Acrimony)
- Johnny Morrow - voce (ex-Murder One)[2]

## Discografia

### Album in studio
- 1996 - Iron Monkey
- 1998 - Our Problem
- 2017 - 9-13

### Raccolte
- 2002 - Ruined by Idiots

### Split
- 1999 - Iron Monkey/Church of Misery  (con i Church of Misery)

### EP
- 1999 - We've Learned Nothing